# 皎梅镇区
皎梅镇区是缅甸掸邦皎梅县下辖的一个镇区，治所位于皎梅。